# Klosterbräuhaus Steingaden

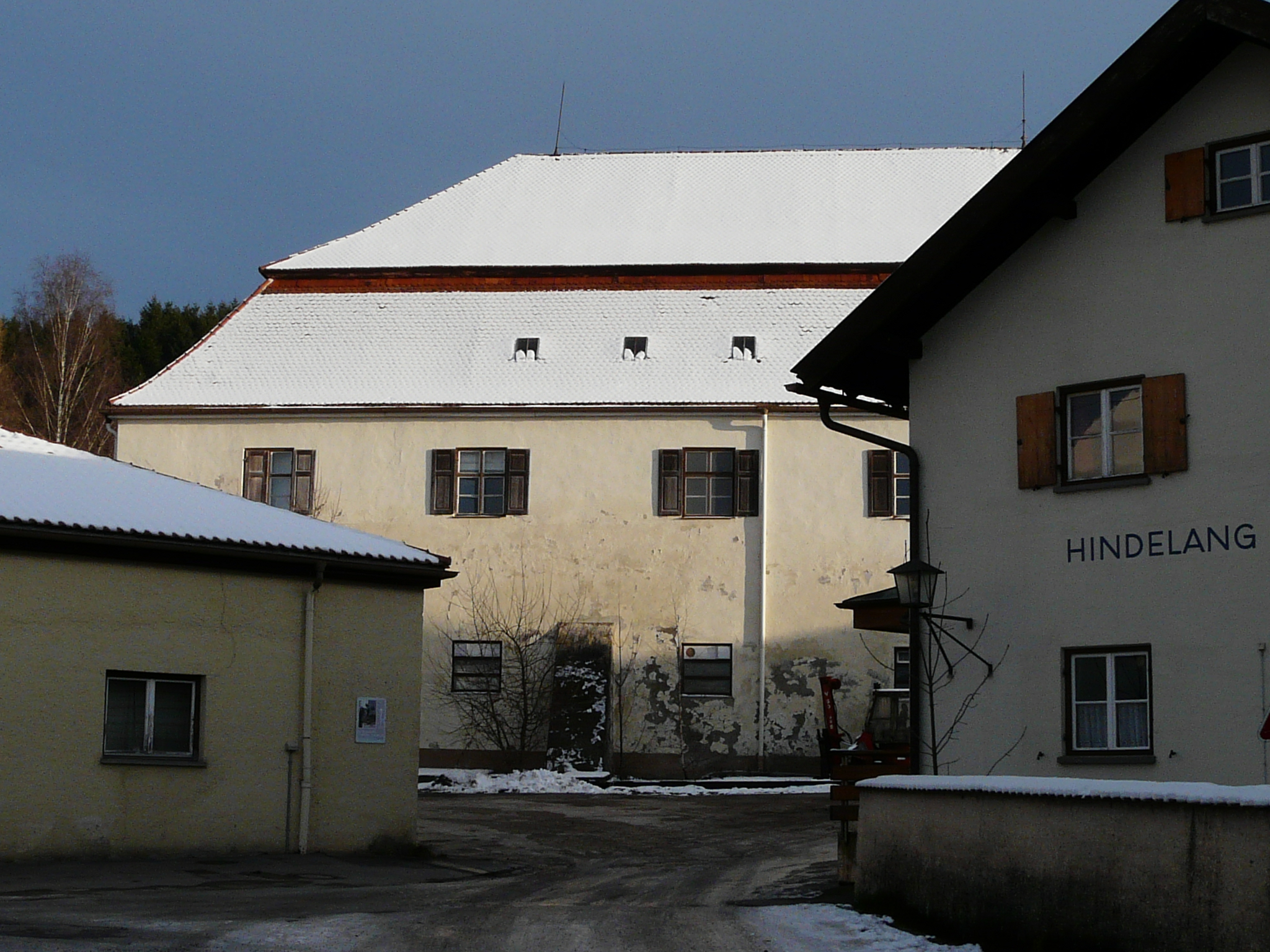
Klosterbräuhaus in Steingaden

Das Klosterbräuhaus in Steingaden, einer Gemeinde im oberbayerischen Landkreis Weilheim-Schongau, wurde 1787 bis 1790 errichtet. Das ehemalige Brauhaus des Klosters Steingaden, an der Welfenstraße 13 gelegen, ist ein geschütztes Baudenkmal.

## Geschichte
Abt Gilbert Michl ließ das circa 75 Meter lange Brauereigebäude errichten und mit neuester Brautechnik ausstatten. Das Bier wurde im zweigeschossigen Gewölbekeller unter dem Sudhaus gelagert. Im Erdgeschoss befand sich neben dem Sudhaus die Schäfflerei zur Fertigung der Fässer, eine Malztenne und das Branntwein- und Essighaus. Im ersten Obergeschoss war das Bräustübl, die Malzdarre und Räume für Personal und den Braumeister untergebracht. Das Dachgeschoss diente als Getreidespeicher. Nach der Säkularisation im Jahr 1803 wurde der Braubetrieb fortgesetzt. Im Jahr 1822 wurde das Gebäude nach Norden hin verlängert. Nach einem Brand im Jahr 1914 wurde der Braubetrieb eingestellt und das Gebäude wurde in den folgenden Jahren zu einer Käserei umgebaut. 1971 erfolgte ein Umbau zu einer modernen industriellen Milchverarbeitung, die bis zur Schließung im Jahr 1996 ihren Betrieb im Gebäude hatte.